# Stazione meteorologica di Cozzo Spadaro

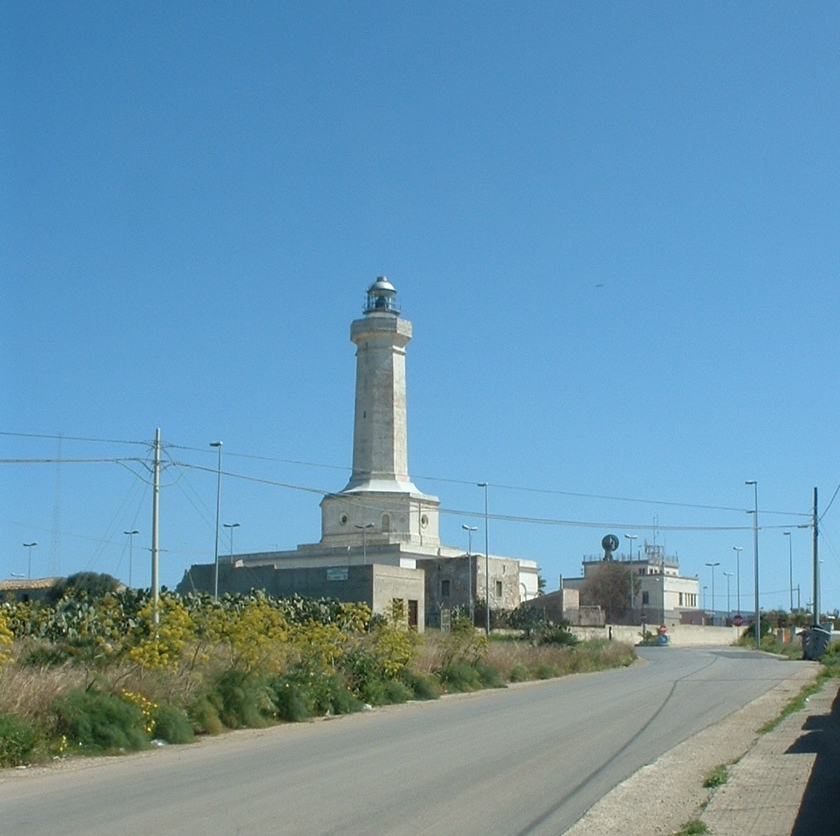
Il faro e la stazione meteorologica di Cozzo Spadaro

La stazione meteorologica di Cozzo Spadaro è la stazione meteorologica di riferimento per il Servizio Meteorologico dell'Aeronautica Militare e per l'Organizzazione Mondiale della Meteorologia, relativa all'estremità costiera sud-orientale della provincia di Siracusa e della Sicilia.

## Caratteristiche
La stazione meteorologica, attiva dal 1919 come stazione pluviometrica e dal 1929 come stazione termometrica, si trova nell'Italia insulare, all'estremo lembo sud-orientale della Sicilia, in provincia di Siracusa, nel territorio comunale di Portopalo di Capo Passero, a 51 metri s.l.m. e alle coordinate geografiche 36°41′11.48″N 15°07′54.02″E, la sua esatta ubicazione è presso il faro della Marina Militare.
Oltre a rilevare i dati relativi a temperatura, precipitazioni, pressione atmosferica, umidità relativa, eliofania, direzione e velocità del vento, la stazione è collegata ad una boa situata nel punto di passaggio tra l'antistante Stretto di Sicilia e il Mare Jonio meridionale, grazie alla quale è possibile osservare lo stato del mare, l'altezza dell'onda marina, la direzione dell'onda stessa, oltre alla lunghezza e all'altezza dell'onda morta (onda non più soggetta all'azione diretta del vento).

## Medie climatiche ufficiali

### Dati climatologici 1971-2000
In base alle medie climatiche del periodo 1971-2000, la temperatura media del mese più freddo, gennaio, è di +12,4 °C, mentre quella del mese più caldo, agosto, è di +26,6 °C; mediamente si contano zero giorni di gelo all'anno e 37 giorni con temperatura massima uguale o superiore ai +30 °C. I valori estremi di temperatura registrati nel medesimo trentennio sono i +0,4 °C del gennaio 1979 e i +42,0 °C del luglio 1998.
Le precipitazioni medie annue si attestano a 484 mm, mediamente distribuite in 50 giorni di pioggia, con minimo in estate, picco massimo in inverno.
L'umidità relativa media annua fa registrare il valore di 72,6 % con minimo di 67 % a luglio e massimo di 76 % ad ottobre; mediamente si contano 5 giorni di nebbia all'anno.
Di seguito è riportata la tabella con le medie climatiche e i valori massimi e minimi assoluti registrati nel trantennio 1971-2000 e pubblicati nell'Atlante Climatico d'Italia del Servizio Meteorologico dell'Aeronautica Militare relativo al medesimo trentennio.
| Cozzo Spadaro (1971-2000)       | Mesi        | Mesi        | Mesi        | Mesi        | Mesi        | Mesi        | Mesi        | Mesi        | Mesi        | Mesi        | Mesi        | Mesi        | Stagioni | Stagioni | Stagioni | Stagioni | Anno  |
| Cozzo Spadaro (1971-2000)       | Gen         | Feb         | Mar         | Apr         | Mag         | Giu         | Lug         | Ago         | Set         | Ott         | Nov         | Dic         | Inv      | Pri      | Est      | Aut      | Anno  |
| ------------------------------- | ----------- | ----------- | ----------- | ----------- | ----------- | ----------- | ----------- | ----------- | ----------- | ----------- | ----------- | ----------- | -------- | -------- | -------- | -------- | ----- |
| T. max. media (°C)              | 15,3        | 15,6        | 16,7        | 18,8        | 22,5        | 26,8        | 29,8        | 30,3        | 27,6        | 23,7        | 19,7        | 16,7        | 15,9     | 19,3     | 29,0     | 23,7     | 22,0  |
| T. min. media (°C)              | 9,4         | 9,2         | 10,0        | 11,7        | 15,3        | 19,0        | 21,6        | 22,8        | 20,7        | 17,5        | 13,6        | 10,7        | 9,8      | 12,3     | 21,1     | 17,3     | 15,1  |
| T. max. assoluta (°C)           | 20,6 (2000) | 23,0 (1990) | 22,4 (1994) | 31,0 (1985) | 35,0 (1999) | 40,2 (1982) | 42,0 (1998) | 39,8 (1994) | 36,0 (1987) | 32,2 (1999) | 26,8 (1987) | 22,0 (1999) | 23,0     | 35,0     | 42,0     | 36,0     | 42,0  |
| T. min. assoluta (°C)           | 0,4 (1979)  | 1,8 (1999)  | 1,4 (1987)  | 5,0 (1997)  | 8,8 (1982)  | 12,0 (1976) | 16,0 (1975) | 16,8 (1972) | 13,8 (1984) | 7,6 (1978)  | 3,0 (1975)  | 1,8 (1986)  | 0,4      | 1,4      | 12,0     | 3,0      | 0,4   |
| Giorni di calura (Tmax ≥ 30 °C) | 0           | 0           | 0           | 0           | 0           | 3           | 13          | 18          | 3           | 0           | 0           | 0           | 0        | 0        | 34       | 3        | 37    |
| Giorni di gelo (Tmin ≤ 0 °C)    | 0           | 0           | 0           | 0           | 0           | 0           | 0           | 0           | 0           | 0           | 0           | 0           | 0        | 0        | 0        | 0        | 0     |
| Precipitazioni (mm)             | 69,9        | 50,4        | 31,3        | 22,1        | 15,9        | 1,5         | 5,4         | 8,1         | 40,3        | 81,7        | 68,5        | 89,2        | 209,5    | 69,3     | 15,0     | 190,5    | 484,3 |
| Giorni di pioggia               | 8           | 6           | 5           | 4           | 2           | 0           | 0           | 1           | 3           | 6           | 7           | 8           | 22       | 11       | 1        | 16       | 50    |
| Giorni di nebbia                | 0           | 0           | 1           | 1           | 1           | 1           | 0           | 0           | 0           | 1           | 0           | 0           | 0        | 3        | 1        | 1        | 5     |
| Umidità relativa media (%)      | 75          | 74          | 73          | 73          | 72          | 69          | 67          | 69          | 73          | 76          | 75          | 75          | 74,7     | 72,7     | 68,3     | 74,7     | 72,6  |

### Dati climatologici 1961-1990
In base alla media trentennale di riferimento (1961-1990) per l'Organizzazione Mondiale della Meteorologia, la temperatura media dei mesi più freddi, gennaio e febbraio, si attesta a +12,2 °C; quella del mese più caldo, agosto, è di circa +26,1 °C. La temperatura media annua di 18,4 °C si avvicina ai massimi assoluti dell'intero territorio nazionale italiano. Nel medesimo trentennio, la temperatura minima assoluta ha toccato i +0,4 °C nel gennaio 1979 (media delle minime assolute annue di +2,8 °C), mentre la massima assoluta ha fatto registrare i +41,0 °C nel luglio 1987 (media delle massime assolute annue di +36,0 °C).
La nuvolosità media annua si attesta a 2,9 okta giornalieri, con minimo di 0,6 okta giornalieri a luglio e massimo di 4,2 okta giornalieri a gennaio.
Le precipitazioni medie annue sono scarse, inferiori ai 450 mm, distribuite mediamente in 50 giorni, con marcato minimo estivo e picco in autunno-inverno molto moderato.
L'umidità relativa media annua fa registrare il valore di 72,3% con minimo di 66% a luglio e massimi di 76% a dicembre e a gennaio.
Il vento presenta una velocità media annua di 5,3 m/s, con minimo di 4,6 m/s a settembre e massimo di 5,9 m/s a gennaio; la direzione prevalente è di ponente nel corso dell'intero anno.
| Cozzo Spadaro (1961-1990)   | Mesi        | Mesi        | Mesi        | Mesi        | Mesi        | Mesi        | Mesi        | Mesi        | Mesi        | Mesi        | Mesi        | Mesi        | Stagioni | Stagioni | Stagioni | Stagioni | Anno  |
| Cozzo Spadaro (1961-1990)   | Gen         | Feb         | Mar         | Apr         | Mag         | Giu         | Lug         | Ago         | Set         | Ott         | Nov         | Dic         | Inv      | Pri      | Est      | Aut      | Anno  |
| --------------------------- | ----------- | ----------- | ----------- | ----------- | ----------- | ----------- | ----------- | ----------- | ----------- | ----------- | ----------- | ----------- | -------- | -------- | -------- | -------- | ----- |
| T. max. media (°C)          | 15,2        | 15,4        | 16,6        | 18,7        | 22,3        | 26,4        | 29,7        | 30,0        | 27,6        | 23,6        | 19,8        | 16,5        | 15,7     | 19,2     | 28,7     | 23,7     | 21,8  |
| T. min. media (°C)          | 9,2         | 9,0         | 9,8         | 11,6        | 14,9        | 18,5        | 21,4        | 22,2        | 20,5        | 17,3        | 13,6        | 10,6        | 9,6      | 12,1     | 20,7     | 17,1     | 14,9  |
| T. max. assoluta (°C)       | 20,0 (1962) | 23,0 (1990) | 22,6 (1970) | 31,0 (1985) | 31,0 (1973) | 40,2 (1982) | 41,0 (1987) | 39,5 (1963) | 36,0 (1987) | 30,8 (1981) | 26,8 (1987) | 21,8 (1978) | 23,0     | 31,0     | 41,0     | 36,0     | 41,0  |
| T. min. assoluta (°C)       | 0,4 (1979)  | 2,0 (1965)  | 1,2 (1963)  | 5,0 (1983)  | 7,8 (1970)  | 12,0 (1976) | 16,0 (1975) | 16,8 (1972) | 13,8 (1984) | 7,6 (1978)  | 3,0 (1975)  | 1,8 (1986)  | 0,4      | 1,2      | 12,0     | 3,0      | 0,4   |
| Nuvolosità (okta al giorno) | 4,2         | 4,1         | 3,8         | 3,4         | 2,7         | 1,6         | 0,6         | 1,0         | 2,1         | 3,3         | 3,7         | 3,9         | 4,1      | 3,3      | 1,1      | 3,0      | 2,9   |
| Precipitazioni (mm)         | 60,8        | 42,7        | 32,5        | 17,8        | 12,9        | 6,5         | 2,0         | 5,1         | 25,2        | 78,0        | 50,7        | 71,1        | 174,6    | 63,2     | 13,6     | 153,9    | 405,3 |
| Giorni di pioggia           | 8           | 6           | 5           | 4           | 2           | 1           | 0           | 1           | 3           | 6           | 6           | 8           | 22       | 11       | 2        | 15       | 50    |
| Umidità relativa media (%)  | 76          | 75          | 72          | 72          | 71          | 68          | 66          | 69          | 72          | 75          | 75          | 76          | 75,7     | 71,7     | 67,7     | 74       | 72,3  |
| Vento (direzione-m/s)       | W 5,9       | W 5,8       | W 5,8       | W 5,7       | W 5,2       | W 4,9       | W 4,7       | W 4,7       | W 4,6       | W 5,0       | W 5,1       | W 5,6       | 5,8      | 5,6      | 4,8      | 4,9      | 5,3   |

### Dati climatologici 1951-1980
Nel trentennio 1951-1980 la temperatura media del mese più freddo, gennaio, si attesta a +12,0 °C; quella del mese più caldo, agosto, è di +25,9 °C.
Nel medesimo trentennio, la temperatura minima assoluta ha toccato i +0,1 °C nel febbraio 1956, mentre la massima assoluta ha fatto registrare i +40,5 °C nel luglio 1962.
| COZZO SPADARO (1951-1980) | Mesi        | Mesi        | Mesi        | Mesi        | Mesi        | Mesi        | Mesi        | Mesi        | Mesi        | Mesi        | Mesi        | Mesi        | Stagioni | Stagioni | Stagioni | Stagioni | Anno |
| COZZO SPADARO (1951-1980) | Gen         | Feb         | Mar         | Apr         | Mag         | Giu         | Lug         | Ago         | Set         | Ott         | Nov         | Dic         | Inv      | Pri      | Est      | Aut      | Anno |
| ------------------------- | ----------- | ----------- | ----------- | ----------- | ----------- | ----------- | ----------- | ----------- | ----------- | ----------- | ----------- | ----------- | -------- | -------- | -------- | -------- | ---- |
| T. max. media (°C)        | 14,9        | 15,2        | 16,3        | 18,3        | 22,0        | 26,2        | 29,2        | 29,8        | 27,3        | 23,2        | 19,6        | 16,4        | 15,5     | 18,9     | 28,4     | 23,4     | 21,5 |
| T. min. media (°C)        | 9,1         | 9,0         | 9,8         | 11,5        | 14,7        | 18,5        | 21,1        | 22,0        | 20,4        | 17,0        | 13,5        | 10,7        | 9,6      | 12,0     | 20,5     | 17,0     | 14,8 |
| T. max. assoluta (°C)     | 20,0 (1962) | 21,6 (1966) | 25,4 (1952) | 26,4 (1970) | 31,0 (1973) | 36,4 (1952) | 40,5 (1962) | 39,5 (1963) | 34,8 (1956) | 30,4 (1979) | 25,4 (1961) | 21,8 (1963) | 21,8     | 31,0     | 40,5     | 34,8     | 40,5 |
| T. min. assoluta (°C)     | 0,4 (1979)  | 0,1 (1956)  | 1,2 (1963)  | 5,0 (1956)  | 7,8 (1970)  | 12,0 (1953) | 16,0 (1975) | 16,8 (1972) | 14,0 (1971) | 7,6 (1978)  | 3,0 (1975)  | 1,5 (1957)  | 0,1      | 1,2      | 12,0     | 3,0      | 0,1  |

## Valori estremi

### Temperature estreme mensili dal 1929 ad oggi
Nella tabella sottostante sono riportate le temperature massime e minime assolute mensili, stagionali ed annuali dal 1929 ad oggi (mancano i dati tra il 1942 e il 1945), con il relativo anno in cui si queste si sono registrate. La massima assoluta del periodo esaminato di +42,0 °C risale al luglio 1939 e al luglio 1998, mentre la minima assoluta di 0,0 °C è del marzo 1949 e del gennaio 2015.
| COZZO SPADARO (1929-2023) | Mesi        | Mesi        | Mesi        | Mesi                   | Mesi        | Mesi              | Mesi              | Mesi              | Mesi        | Mesi        | Mesi        | Mesi        | Stagioni | Stagioni | Stagioni | Stagioni | Anno |
| COZZO SPADARO (1929-2023) | Gen         | Feb         | Mar         | Apr                    | Mag         | Giu               | Lug               | Ago               | Set         | Ott         | Nov         | Dic         | Inv      | Pri      | Est      | Aut      | Anno |
| ------------------------- | ----------- | ----------- | ----------- | ---------------------- | ----------- | ----------------- | ----------------- | ----------------- | ----------- | ----------- | ----------- | ----------- | -------- | -------- | -------- | -------- | ---- |
| T. max. assoluta (°C)     | 20,6 (2000) | 23,0 (1990) | 29,4 (2001) | 31,0 (1985)            | 35,0 (1999) | 40,4 (2007)       | 42,0 (1939, 1998) | 39,8 (1994, 1999) | 38,0 (1946) | 32,2 (1999) | 26,8 (1987) | 22,0 (1999) | 23,0     | 35,0     | 42,0     | 38,0     | 42,0 |
| T. min. assoluta (°C)     | 0,0 (2015)  | 0,1 (1956)  | 0,0 (1949)  | 5,0 (1956, 1983, 1997) | 7,8 (1970)  | 12,0 (1953, 1976) | 14,0 (1933)       | 16,3 (1933)       | 11,8 (1929) | 7,6 (1978)  | 3,0 (1975)  | 1,5 (1957)  | 0,0      | 0,0      | 12,0     | 3,0      | 0,0  |